# Live view

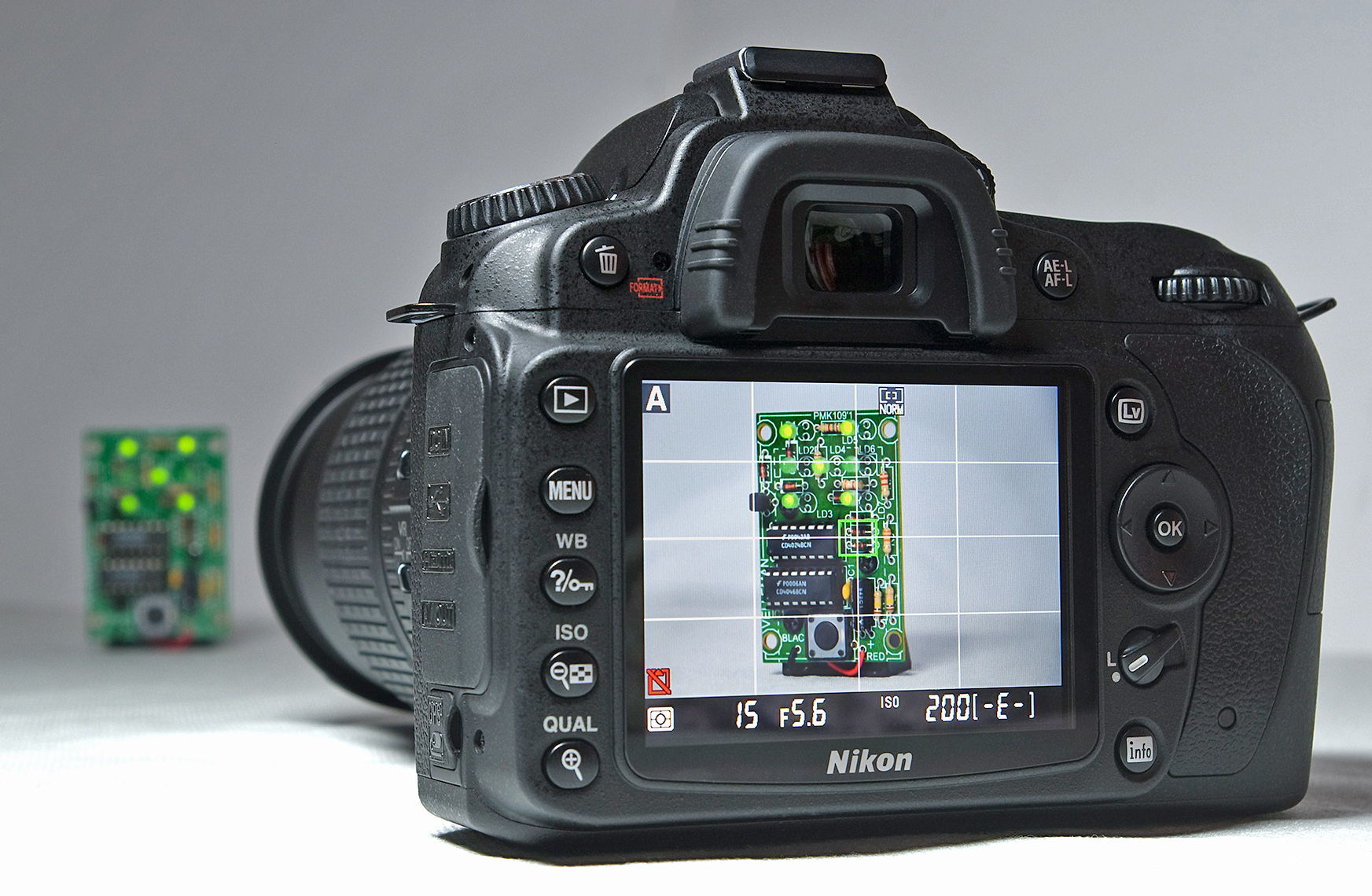
Nikon D90 in live view

Per Live view si intende la funzionalità che permette la visualizzazione dell'immagine tramite lo schermo elettronico posteriore presente ormai nella totalità delle fotocamere digitali utilizzandolo come fosse il mirino. Lo schermo elettronico può essere un display a cristalli liquidi LCD o un mirino elettronico EVF.
Lo schermo LCD Può essere di varie dimensioni e risoluzioni, talvolta è fisso sul corpo macchina, spesso basculante in maniera più o meno diversificata. La modalità Live view viene utilizzato prevalentemente per una messa a fuoco manuale molto precisa in quanto è possibile visualizzare l'immagine ingrandita fino a 10 volte (dipende dal modello di fotocamera). Essa rende più semplice catturare immagini quando l'inquadrare avviene da posizioni scomode oppure con l'utilizzo del treppiede. Inoltre è di supporto alle riprese video effettuate tramite fotocamera digitale.
In alcuni modelli di fotocamere compatte è anche l'unica modalità per inquadrare il soggetto.
La prima fotocamera digitale con LCD con inquadratura in anteprima dal vivo è stata la Casio QV-10 nel 1995.

## DSLR
Le seguente lista rappresenta il punto di introduzione della funzionalità Live view per ogni marchio:
- Canon: 20Da, 40D, 450D, 1000D, 1D Mark III, 5D Mark II
- Fujifilm: FinePix S3 Pro, FinePix IS Pro
- Leica: Digilux 3
- Nikon: D90, D300, D700, D3
- Olympus: E-10, E-330, E-30, E-3
- Panasonic: DMC-L1
- Pentax: K20D, K-7, K-x
- Samsung: GX-20
- Sony: A300, A350, A500, A55, and A77